# San Pedro de Jujuy
San Pedro, meist als San Pedro de Jujuy bezeichnet, ist die Hauptstadt des gleichnamigen Departamentos San Pedro in der Provinz Jujuy im nordwestlichen Argentinien. Sie liegt im Osten der Provinz und ist mit 57.018 Einwohnern (2001, INDEC) die zweitgrößte Stadt nach der Provinzhauptstadt San Salvador de Jujuy.

## Lage
San Pedro liegt im Tal des Río San Francisco, eines Verbindungsflusses zwischen dem Río Grande de Jujuy und dem Río Bermejo. Die Gegend gehört zur Vegetationszone des Regen- und Nebelwaldes und hat ein regenreiches, feuchtes und subtropisch warmes Klima.

## Architektur
In San Pedro gibt es eine Kathedrale im neogotischen Stil. 

## Kultur
Das Museo Histórico, Arqueológico y de Arte "Pedro Balduín" ist einem der ältesten Gebäude der Stadt aus dem Ende des 18. Jahrhunderts untergebracht, der „Sala de los Aráoz“. Die archäologische Abteilung zeigt Stein- und Keramikarbeiten der San-Francisco-Kultur aus der Region. Der historische Saal stellt Möbel und Gegenstände von Persönlichkeiten und Einrichtungen aus San Pedro aus. Außerdem werden historische Fotografien und Ölgemälde in einem Ausstellungsraum gezeigt, der auch für kulturelle Veranstaltungen genutzt wird.

## Wirtschaft
Die Stadt lebt vor allem von der tropischen und subtropischen Landwirtschaft, vor allem vom Zuckerrohr- und Tabakanbau und der damit zusammenhängenden verarbeitenden Industrie.

## Geschichte
Im 18. Jahrhundert befand sich auf dem Gebiet der Stadt die Residenz Hacienda San Pedro. Der Ort selbst wurde aber erst 1883 von Eugenio Tello gegründet. 1886 wurde eine Zuckerrohrfabrik, der Ingenio La Esperanza angesiedelt.